# Polyphänismus

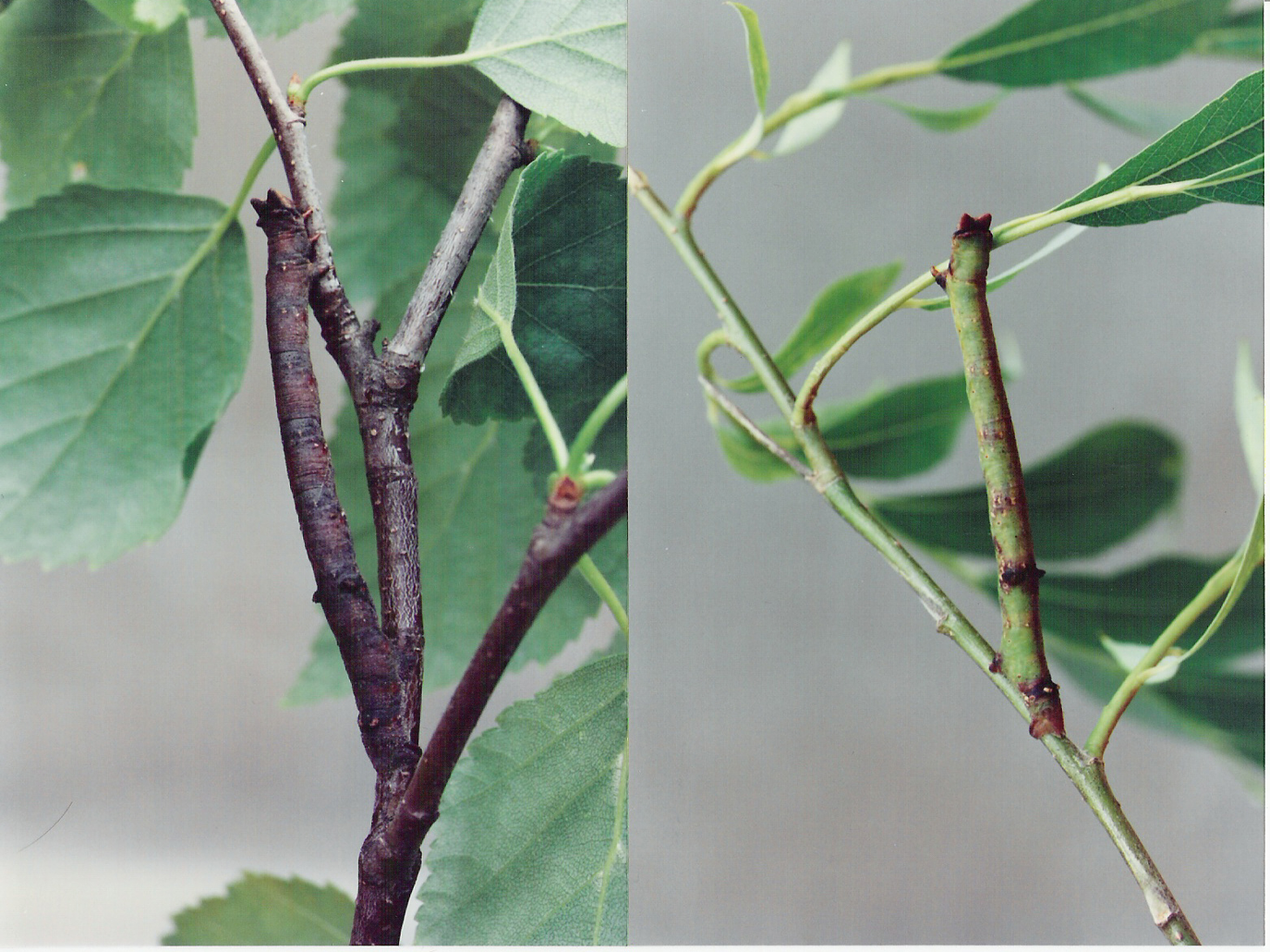
Raupen des Birkenspanners in braun (links an Birke) und grün (rechts an Weide) als Beispiel für Farb-Polyphänismus

Polyphänismus bezeichnet das Entstehen verschiedener, diskreter (klar abgegrenzter) Phänotypen (Ausprägungen) aus einem Genotyp (Satz der Erbanlagen) aufgrund unterschiedlicher Umweltbedingungen. Es ist ein spezieller Fall von phänotypischer Plastizität.
Ein anderer häufig gebrauchter Ausdruck für Polyphänismus ist umschlagende Modifikation. Soll eine Population gesondert benannt werden, bei der unabhängig von den Umweltbedingungen immer derselbe Phänotyp ausgeprägt wird, wird dafür, selten, der Ausdruck Monophänismus verwendet.

## Definition
Der Ausdruck Polyphänismus wurde 1963 durch den Evolutionsbiologen Ernst Mayr geprägt. Seiner Definition gemäß ist Polyphänismus „das Auftreten mehrerer Phänotypen innerhalb einer Population, deren Unterschiede nicht das Resultat genetischer Unterschiede sind“. Er beruht darauf, dass bestimmte Umweltfaktoren mit dem Genom interagieren, und ist damit verwandt mit anderen Formen der Einwirkung auf bestimmte Gene durch äußere Faktoren, wie Epistase, bei der andere Gene, und Sexualdimorphismus, bei dem Gene an geschlechtsdeterminierenden Loci (bzw. jeweils ihre Genprodukte) die Ausprägung anderer Gene bestimmen. Der Begriff ist trotz des ähnlichen Klangs nicht verwandt oder gleichbedeutend mit Polyphänie (häufiger als Pleiotropie bezeichnet), dem Phänomen, dass ein einzelnes Gen mehrere voneinander verschiedene phänotypische Merkmale beeinflussen kann. Polyphänismus beschreibt eine Untergruppe von Veränderungen, die unter dem Oberbegriff phänotypische Plastizität zusammengefasst werden. Eine andere Gruppe von Veränderungen, die unter diesen Oberbegriff fällt, wird durch den Ausdruck Akklimatisation beschrieben.
Das Besondere des Polyphänismus – im Gegensatz etwa zur Akklimatisation – liegt darin, dass er auf diskrete Abweichungen in der Entwicklung beschränkt ist. Graduelle Abweichungen, wie bei Körpergröße oder Gewicht, gehören nicht dazu, obwohl auch sie umweltabhängig sind. Diskrete Abweichung liegt vor, wenn durch einen Umweltfaktor, wie Temperatur oder Nahrung, ein Entwicklungsprozess umgeschaltet wird auf einen anderen, alternativen Entwicklungsprozess.
Polyphänismus ist ein Spezialfall der phänotypischen Variation, dem Auftreten von Individuen mit unterschiedlicher Ausprägung und Kombination von Merkmalen innerhalb derselben Art. Morphologischer Polyphänismus wird vielfach auch als Polymorphismus bezeichnet, auch wenn der (genetische) Polymorphismus strenggenommen eigentlich ganz anders definiert ist: Eigentlich sollten damit nur Unterschiede benannt werden, die auf unterschiedliche Genvarianten (fachsprachlich Allele genannt) oder diese genetischen Unterschiede selbst zurückgehen, während beim Polyphänismus ja die Gene gleich sind, nur je nach Umweltbedingungen unterschiedlich exprimiert werden. Aber auch die biologische Fachsprache ist in dieser Hinsicht oft inkonsequent. So wird auch bei umweltbedingten Modifikationen verbreitet von „Saisondimorphismus“, anstelle (nach der Definition richtiger) von „Saisondiphänismus“ gesprochen – also der Polyphänismus nicht als Gegensatz, sondern als Untergruppe des Polymorphismus aufgefasst. Diese Inkonsequenz hat im Wesentlichen historische Ursachen. In der realen Welt sind außerdem noch mannigfaltige Wechselwirkungen zwischen Polymorphismen und Polyphänismen zu beobachten, die im konkreten Beispiel eine trennscharfe Zuordnung nicht in jedem Fall ohne Weiteres zulassen. So korrelierte bei einer Blattlaus-Art die Ausbildung der Flügel bei den Weibchen mit den Umweltbedingungen, war also ein klassischer Polyphänismus, hing aber außerdem von einem Allel ab, das bekanntermaßen bei den Männchen völlig umweltunabhängig die Ausbildung oder das Fehlen von Flügeln bewirkt, also einem klassischen Polymorphismus. Solche Fälle sind vermutlich sehr häufig, aber schwer nachweisbar.

## Beispiele
Bekannte Beispiele sind (a) saisonaler Polyphänismus bei Schmetterlingen mit jahreszeitlich unterschiedlicher Pigmentierung (vgl. Saisondimorphismus), (b) Polymorphismus bei der Geschlechterverteilung. Dies kann evolutionär vorteilhaft sein, wenn ein unterschiedlicher Geschlechteranteil in einer Spezies unter unterschiedlichen Bedingungen jeweils die Reproduktionsrate maximieren kann oder (c) das Kastensystem staatenbildender Insekten mit Eusozialität, mit Polyphänismus zwischen sich vermehrenden und nicht vermehrenden Individuen. So wird die Königin bei Bienen nicht genetisch, sondern durch hochwertige Ernährung in der frühen Entwicklungsphase bestimmt.
Bei vielen Pflanzen (z. B. Pfeilkraut, Wasserhahnenfuß) bilden sich je nach Lage und Umgebung an derselben Pflanze morphologisch unterschiedliche Über- und Unterwasserblätter aus – ein Beispiel für durch Umweltbedingungen gesteuerten Blattpolymorphismus.

## Polyphänismus auf Basis einer genetischen Akkommodation
Wie Polyphänismen evolutiv entstehen können, ist in den meisten Fällen noch nicht erklärbar. In einem interessanten Experiment gelang es Yuichiro Suzuki und H. Frederik Nijhout, bei der Raupe des Tabakschwärmers Manduca sexta durch Selektion im Labor aus einer normalerweise letalen Farbmutante eine Form heranzuzüchten, bei der die Raupen je nach Temperatur entweder grün gefärbt (wie der Wildtyp) oder braun gefärbt sind; dies ähnelt den Verhältnissen beim verwandten Manduca quinquemaculatus, bei denen dieser Polyphänismus von Natur aus auftritt. Als Basis der Farbmorphe konnte der Spiegel des Juvenilhormons wahrscheinlich gemacht werden, genetische Basis ist vermutlich eine Mutation innerhalb einer Regulations-Kaskade, die den Hormonspiegel regelt, deren Auswirkung normalerweise unter dem Einfluss eines Hitzeschockproteins maskiert, aber in der Zuchtlinie nun ausgeprägt ist. In diesem Fall gelang es erstmals, einen Polyphänismus durch genetische Assimilation experimentell zu erzeugen. Einige Forscher spekulieren darüber, dass dieser Zusammenhang möglicherweise häufiger besteht, aber bisher unterschätzt wurde.